# Chikuma (miasto)
Chikuma (jap. 千曲市 Chikuma-shi) – miasto w środkowej części wyspy Honsiu w Japonii, w prefekturze Nagano.

## Położenie
Miasto położone w północnej części prefektury Nagano nad rzeką Chikumą (Shinano). Miasto graniczy z:
- Ueda,
- Nagano.

## Historia
- Miasto Chikuma powstało 1 września 2003, z połączenia miasta Koshoku oraz miasteczek Togura i Kamiyamada[potrzebny przypis].